# Сан-Исидро (Лима)
Сан-Исидро (исп. Distrito de San Isidro) — один из сорока трёх районов митрополии Лима в провинции Лима в регионе Лима, в Перу. Финансовый центр Лимы. Один из крупных финансовых центров Южной Америки. Основные секторы экономики — торговля и услуги. В Сан-Исидро находятся штаб-квартиры перуанских государственных и транснациональных корпораций.
Расположен в 109 метрах над уровнем моря. Граничит с районами: на севере — Линке, Ла-Виктория и Хесус-Мария, на востоке — Сан-Борха, на юге — Суркильо и Мирафлорес, на западе — Магдалена-дель-Мар и с Тихим океаном.
По переписи 2007 года в Сан-Исидро проживали 58 056 человек. Район занимает первое место по индексу развития человеческого потенциала из всех районов Перу. Местными жителями являются преимущественно семьи с высоким социально-экономическим статусом. Общая площадь района составляет 9,36 квадратных километра.

## История
Во время испанской колонизации Перу местные земли были отданы во владение конкистадору Николасу де Рибере-и-Ларедо, основателю и первому губернатору Лимы.
В 1560 году Антонио де Рибера, генеральный прокурор, мэр и маэстре-де-кампо в армии Гонсало Писарро-и-Алонсо, высадил здесь первые оливковые деревья. В 1777 году владелец феода из креольского рода Гутьеррес де Коссьо получил титул графа Сан-Исидро. В 1853 году дон Исидор де Кортасар-и-Абарка, 5-й граф Сан-Исидро утратил феод. Новым владельцем Сан-Исидро стал перуанский премьер-министр Хосе-Грегорио Пас-Сольдан, от которого имение перешло к семье Морейра-и-Пас-Сольдан.
В 1920 году строительной компании Компанья Урбанисадора Сан-Исидро Лимитада была поручена городская застройка бывшего феода. Проект был разработан перуанским архитектором и скульптором Мануэлем Пикерасом-Котоли. Первая волна урбанизации затронула территорию вокруг оливковой рощи вдоль современных проспектов Конкистадоров и Арекипа. Вторая волна урбанизации в 1924 году привела к возникновению проспекта Хавьера Прадо. В 1925 году здесь был основан клуб любителей игры поло.
24 апреля 1931 года из района Мирафлорес был выделен район Сан-Исидро. Район был создан законодательным актом № 7113. 2 мая того же года был издан первый мэр Сан-Исидро — дон Альфредо Пароди. В 1931 году здесь проживал 2131 человек. По переписи 1940 года район населяли 8778 человек.
В настоящее время Сан-Исидро является одним из самых красивых районов Перу. Процесс развития района пришелся на конец XX столетия, когда он стал финансовым центром Лимы.